# Lepidosaphes pseudomachili
Lepidosaphes pseudomachili är en insektsart som först beskrevs av Borchsenius 1964.  Lepidosaphes pseudomachili ingår i släktet Lepidosaphes och familjen pansarsköldlöss. Inga underarter finns listade i Catalogue of Life.